# Kunstleria
Kunstleria es un género de plantas con flores con 14 especies perteneciente a la familia Fabaceae. Comprende 14 especies descritas y de estas, solo 8 aceptadas.

## Taxonomía
El género fue descrito por Prain ex King y publicado en J. Asiat. Soc. Bengal, Pt. 2, Nat. Hist. 66(2): 109. 1897.
Etimología
Kunstleria: nombre genérico  

## Especies aceptadas
A continuación se brinda un listado de las especies del género Kunstleria aceptadas hasta mayo de 2015, ordenadas alfabéticamente. Para cada una se indica el nombre binomial seguido del autor, abreviado según las convenciones y usos.	
- Kunstleria curtisii Prain
- Kunstleria forbesii Prain
- Kunstleria geesinkii Ridd.-Num. & Kornet
- Kunstleria keralensis C.N.Mohanan & N.C.Nair
- Kunstleria kingii Prain
- Kunstleria philippensis Merr.
- Kunstleria ridleyi Prain
- Kunstleria sarawakensis Ridd.-Num. & Kornet